# Смерть на Нілі
«Смерть на Нілі» (англ. Death on the Nile) — один з найвідоміших і значних романів англійської письменниці Агати Крісті, ключовий твір її «східного циклу» за участю Еркюля Пуаро. Уперше опублікований у Великій Британії 1 листопада 1937 року.

## Сюжет

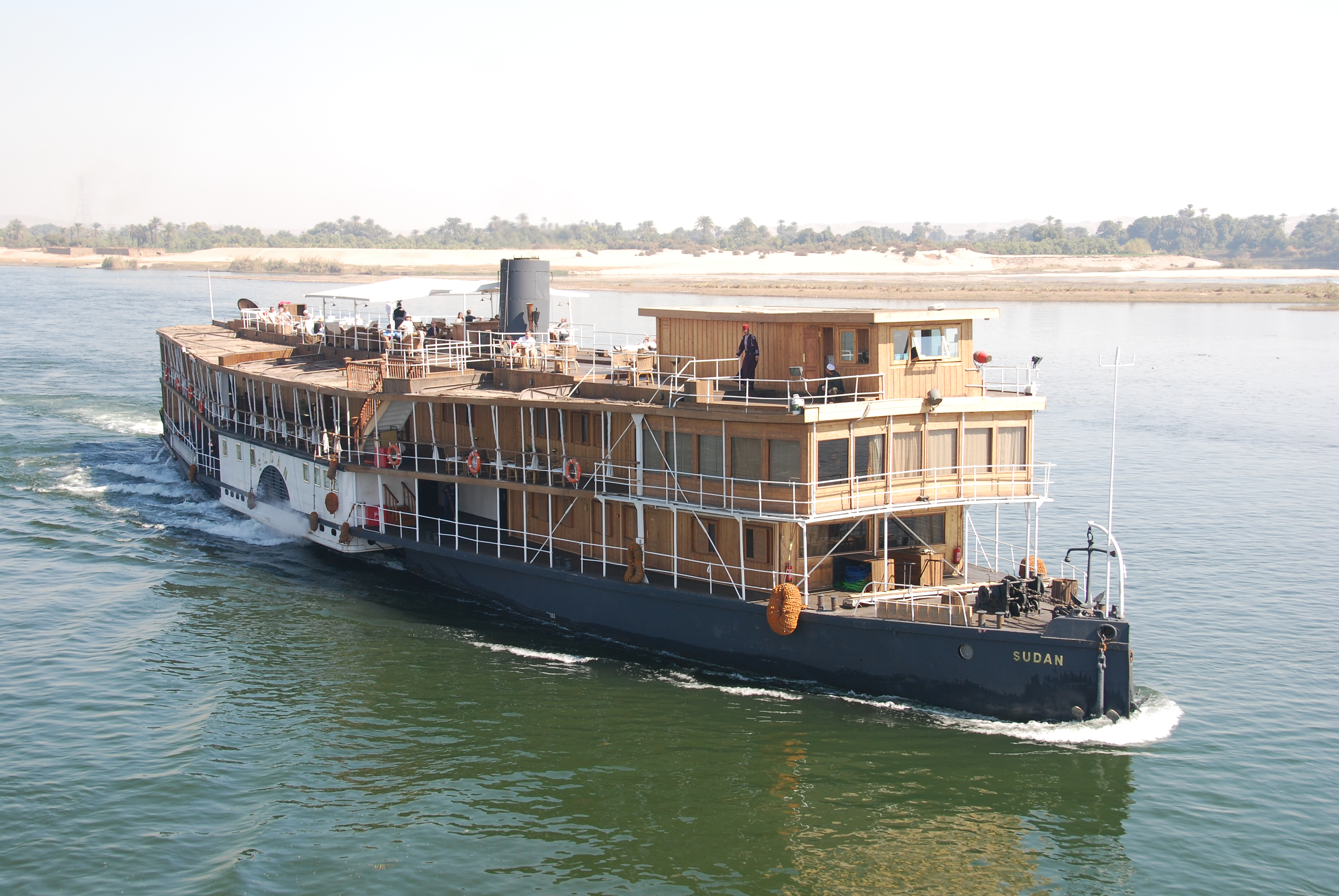
Пароплав «Судан» — ймовірний прототип пароплава «Карнак», який був також місцем зйомок двох екранізацій роману

Місце дії охоплює Лондон, Нью-Йорк, а також Верхній Єгипет і Нубію, де й розгортаються основні події.
Еркюль Пуаро проводить відпустку в Єгипті, коли до нього звертається по допомогу Ліннет Ріджвей-Дойл — молода мільйонерка і світська левиця. Вона просить детектива владнати справу з її давньою подругою Жаклін де Бельфор (Джекі), яка переслідує Ліннет та її чоловіка Саймона Дойла, — Джекі була нареченою Саймона, та він покинув її, аби одружитися з Ліннет. Пуаро відмовляється допомагати Ліннет, та все ж заводить розмову з Джекі, але безуспішно, бо вона дуже ображена.
Саймон з Ліннет таємно сідають на пароплав «Карнак», аби здійснити семиденну подорож Нілом та позбутися Джекі. Та скоро вони виявляють її серед пасажирів, в числі яких знаходяться також Ендрю Пеннінгтон — опікун Ліннет, Луїза Бурже — її покоївка, романістка Саломея Оттерборн з дочкою Розалі, місіс Аллертон з сином Тімоті, багата американка міс Ван Шуйлер з племінницею Корнелією Робсон та медсестрою міс Боуерс, молодий комуніст містер Фергюсон, археолог Гвідо Рікетті, лікар-австрієць Беснер та молодий адвокат Джим Фенторп.
Під час екскурсії до храму Абу-Сімбел Ліннет ледь рятується від великого каменя, що зірвався зі скелі. Повернувшись на судно, Пуаро дізнається, що до пасажирів приєднався його давній друг полковник Рейс з британської розвідки.
Тієї ж ночі в салоні з Джекі стається п'яна істерика, вона стріляє в Саймона з револьвера й ранить його у ногу. Присутні забирають Джекі до її каюти, потім повертаються по Саймона — його поранення дуже серйозне. Пізніше з'ясовується, що револьвер, який Джекі кинула на підлогу, зник. Вранці покоївка Ліннет знаходить свою хазяйку мертвою, — їй вистрелили в скроню, коли вона спала. Виявляється також, що з каюти покійної зникло коштовне перлове намисто, а пасажири «Карнака» вночі нічого не чули. Тим часом увагу Пуаро привертають дві пляшечки з фарбою для нігтів у каюті вбитої. Матроси виловлюють з ріки револьвер Джекі, загорнутий в шарф міс Ван Шуйлер, в якому знаходять отвір від кулі. Опитуючи Луїзу в присутності Саймона, Пуаро помічає щось дивне в її словах. Скоро після того покоївку знаходять зарізаною в її каюті.
Місіс Оттерборн приходить до Пуаро і Рейса і сповіщає, що знає, хто вбив Луїзу. Та вона не встигає назвати ім'я вбивці, бо хтось стріляє в неї через вікно. Пуаро звинувачує Пеннінгтона в замаху на життя Ліннет, — то він зіштовхнув камінь зі скелі під час екскурсії, бо боявся, що вона дізнається про його махінації з її спадщиною. Однак не він застрелив Ліннет, хоча саме з його револьвера вбито місіс Оттерборн. Рікетті виявляється міжнародним терористом, якого вистежує Рейс. Зниклі перли Пуаро знаходить в Тіма Аллертона, — він замінив справжнє намисто на якісну підробку. Саме цю підробку вкрала з каюти Ліннет міс Ван Шуйлер, яка страждає на клептоманію, а міс Боуерс знаходить намисто серед її речей і віддає Пуаро.
Врешті Пуаро виголошує, що то Саймон вбив свою дружину, а увесь план, ціллю якого було заволодіти статками Ліннет, був розроблений Джекі, з якою Саймон і не думав поривати зв'язок. У ніч вбивства Джекі спеціально промахнулася, коли стріляла в Саймона, а той, імітуючи кровотечу, облив ногу червоним чорнилом, що містилося в пляшечці з-під фарби для нігтів. Коли присутні відводили Джекі, яка вдавала істерику, до її каюти, нібито поранений Саймон бере з підлоги револьвер Джекі, йде до каюти Ліннет і стріляє в неї. Після чого повертається до салону і стріляє собі в ногу, загорнувши револьвер в шарф міс Ван Шуйлер, аби заглушити звук пострілу. Луїзу і місіс Оттерборн було вбито Джекі: Луїза бачила, як Саймон заходив до каюти Ліннет і почала шантажувати його, а місіс Оттерборн бачила як Джекі заходила до каюти Луїзи, після чого ту знайшли вбитою.
Коли «Карнак» повертається у Шелляль (поблизу Асуана) і пасажири сходять на берег, Джекі раптово вихоплює ще один револьвер, і стріляє в Саймона, після чого стріляє в себе, тим самим рятуючи коханого й себе від суду й страти через повішення.

## Дійові особи
- Еркюль Пуаро — приватний детектив, бельгієць
- Полковник Рейс — друг Пуаро, співробітник «МІ-6» (британської розвідки)
- Ліннет Ріджвей-Дойл — молода мільйонерка та світська особа
- Жаклін (Джекі) де Бельфор — молода дівчина, найкраща подруга і однокласниця Ліннет
- Саймон Дойл — молодий чоловік, кохав Жаклін, але пізніше одружився з Ліннет
- Джоанна Саутвуд — подруга Ліннет, неодружена жінка, любляча процвітаючих і багатих друзів
- Сер Чарльз Віндлешем — англійський збіднілий аристократ, який зробив пропозицію Ліннет і отримав відмову
- Саломея Оттерборн — авторка любовних романів та її дочка Розалі Оттерборн
- Місіс Аллертон та її син Тімоті (Тім), далекі родичі міс Саутвуд
- Ендрю Пеннінґтон — американський адвокат-попечитель Ліннет, який випадково зіткнувся з нею в Єгипті
- Луїза Бурже — французька покоївка Ліннет
- Мері — попередниця Луїзи, звільнилася від Ліннет після того, як господиня заборонила їй виїхати до Єгипту
- Флітвуд — наречений Мері, працює в Єгипті матросом пароплава «Карнак», одружений з єгиптянкою тубільним обрядом, що має у Великій Британії юридичну силу
- Марія Ван Шуйлер — багата американка, бельгійка за походженням, і її племінниця Корнелія Робсон
- Міс Боуерс — медсестра міс Ван Шуйлер
- Джеймс (Джим) Фергюссон — молодий мандрівник, затятий комуніст
- Гвідо Рікетті — італійський археолог
- Джим Фенторп — молодий адвокат
- Карл Бесснер — доктор медицини, володіє клінікою в Австрії

## Екранізації
- 1978 — «Смерь на Нілі», британський кінофільм режисера Джона Гіллерміна. У ролі Пуаро — Пітер Устінов. У фільмі також зайняті такі зірки як Міа Ферроу, Бетті Девіс, Дейвід Нівен, Меггі Сміт, Джейн Біркін, Анджела Ленсбері, Джордж Кеннеді та Олівія Гасі.
- 2004 — «Смерть на Нілі», повнометражний телефільм, третій епізод дев'ятого сезону британського серіалу «Пуаро Агати Крісті» з Девідом Суше у головній ролі. Інші ролі виконують Емілі Блант, Джеймс Фокс, Емма Гріффітс Малін, Джуді Парфітт та інші.
- 2022 — «Смерть на Нілі», американський кінофільм. Режисер і виконавець ролі Пуаро — Кеннет Брана. Також у фільмі зайняті Галь Гадот, Аннетт Бенінг, Армі Гаммер, Емма Маккі та інші.